# Avenue Pierre Devis
L'avenue Pierre Devis est une rue bruxelloise de la commune d'Auderghem.

## Situation et accès
Cette voie longue de 110 mètres relie le boulevard du Souverain à la rue Jacques Bassem.
| ___ | Ce site est desservi par la station de métro : Herrmann-Debroux. |

## Origine du nom
Elle porte le nom du peintre belge Pierre Devis (1846-1919).

## Historique
Cette avenue a été tracée en 1910 lors de l'ouverture du boulevard du Souverain. Elle a 20 ans de plus que les deux autres artères reliant la rue Jacques Bassem au boulevard. Les premiers permis de bâtir furent accordés en 1911.
L'avenue reçut d'abord le nom de « rue Edmond Parmentier » en référence à l'entrepreneur Edmond Parmentier, qui avait réalisé les travaux du boulevard du Souverain et de l'avenue de Tervueren. 
Mais les travaux au boulevard du Souverain avaient demandé quelque neuf années (de 1901 à 1910) et la commune avait été littéralement coupée en deux. La population en avait assez de se heurter quotidiennement à ce chantier, à la suite de quoi les autorités communales menacèrent d'ester en justice. Elles trouvèrent finalement un accord à l'amiable et les travaux purent être menés à leur terme.
Ces tensions ont peut-être incité le collège échevinal à rebaptiser l'avenue le 27 juin 1913 en avenue Pierre Devis, d'après un peintre né dans la commune.

## Bâtiments remarquables et lieux de mémoire
Après la Deuxième Guerre Mondiale, le n° 7 de l'avenue a longtemps abrité un autre artiste peintre, René Stevens (1854-1937). Il fut un grand défenseur de la forêt de Soignes et fut cofondateur et premier secrétaire général de la Ligue des Amis de la Forêt de Soignes.